# Castillo de Messejana
El Castillo de Messejana, en el Alentejo, que se encuentra en el pueblo y parroquia de la mismo nombre , municipio de Aljustrel, Distrito de Beja, en Portugal. El nombre Messejana proviene del árabe masjana, con el significado de prisión, palabra derivada del verbo sajana, que significa encarcelar, poner en prisión.
Probablemente fue construido durante la época musulmana, y reconquistado en 1235. Perteneció a la Orden de Santiago hasta el siglo XVI, y luego fue abandonado y utilizado como cantera por las poblaciones, alcanzando un avanzado estado de ruina. De la antigua estructura sólo queda una torre, muy arruinada, y terrazas en el suelo, que probablemente formaban parte de las murallas.  Se encuentra en una colina al norte de la ciudad, en las proximidades de la Igreja Matriz de Nossa Senhora dos Remédios.

## Descripción
El principal vestigio sobreviviente del castillo es un edificio en ruinas, que probablemente tenía forma rectangular, dejando solo tres paredes. Probablemente consistía en una torre de vigilancia, situada sobre una plataforma artificial, donde hay dos hileras de terrazas, que podrían ser restos de murallas. Se encuentra en lo alto de un cerro, en el punto más alto del pueblo, en un lugar aislado y de ambiente rural, en las cercanías del pueblo, hacia el Norte. Muy cerca se encuentra otro importante monumento de Messejana, la Igreja Matriz.
Los materiales utilizados son paramentos de mampostería formados por pizarras y areniscas, con mortero de cal y arena.
A pesar de su estado de ruina, el Castillo de Messejana es considerado un importante monumento de la parroquia, por su trascendencia histórica.

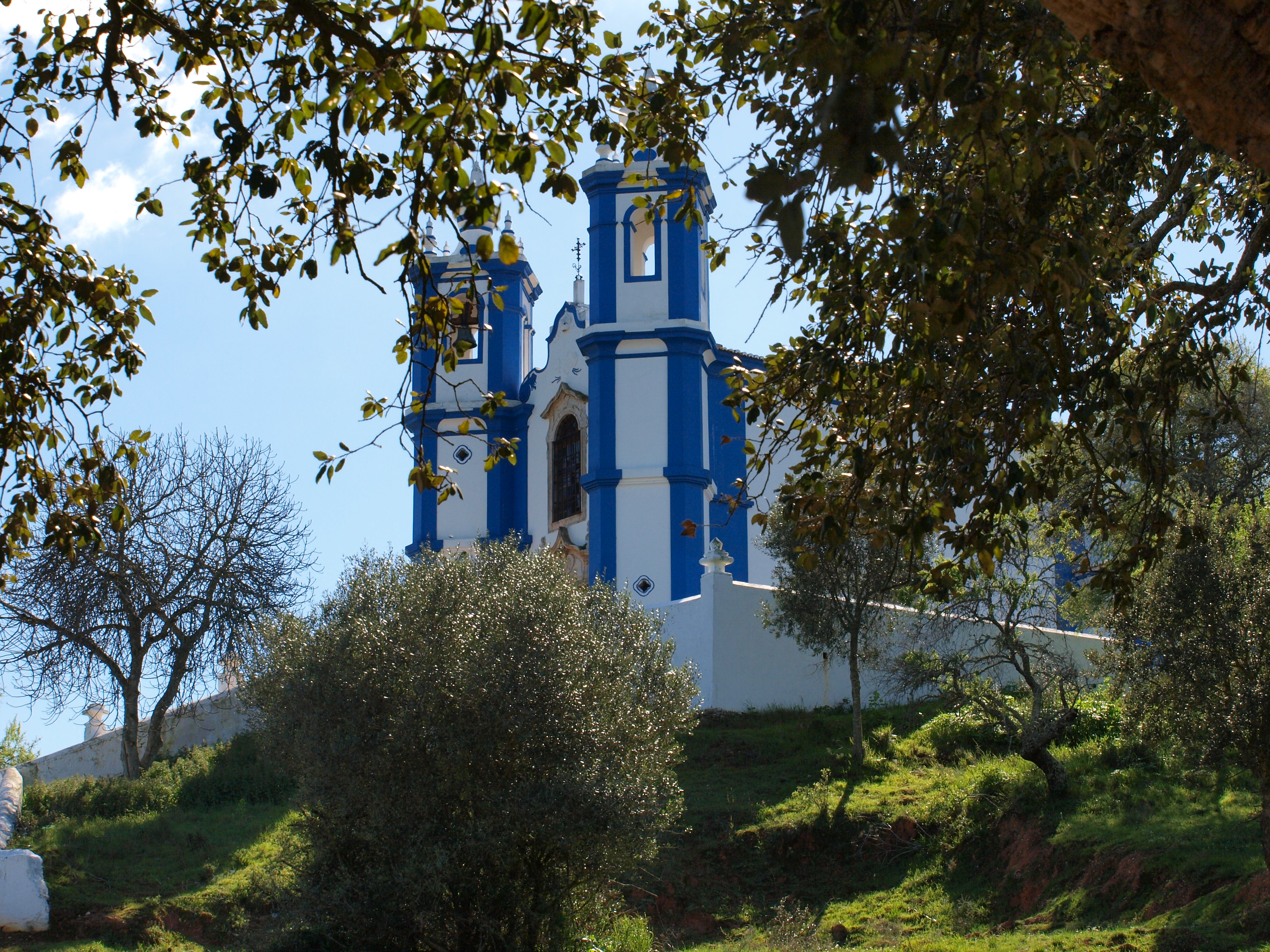
Ermita de Nossa Senhora da Assunção de Messejana

## Historia

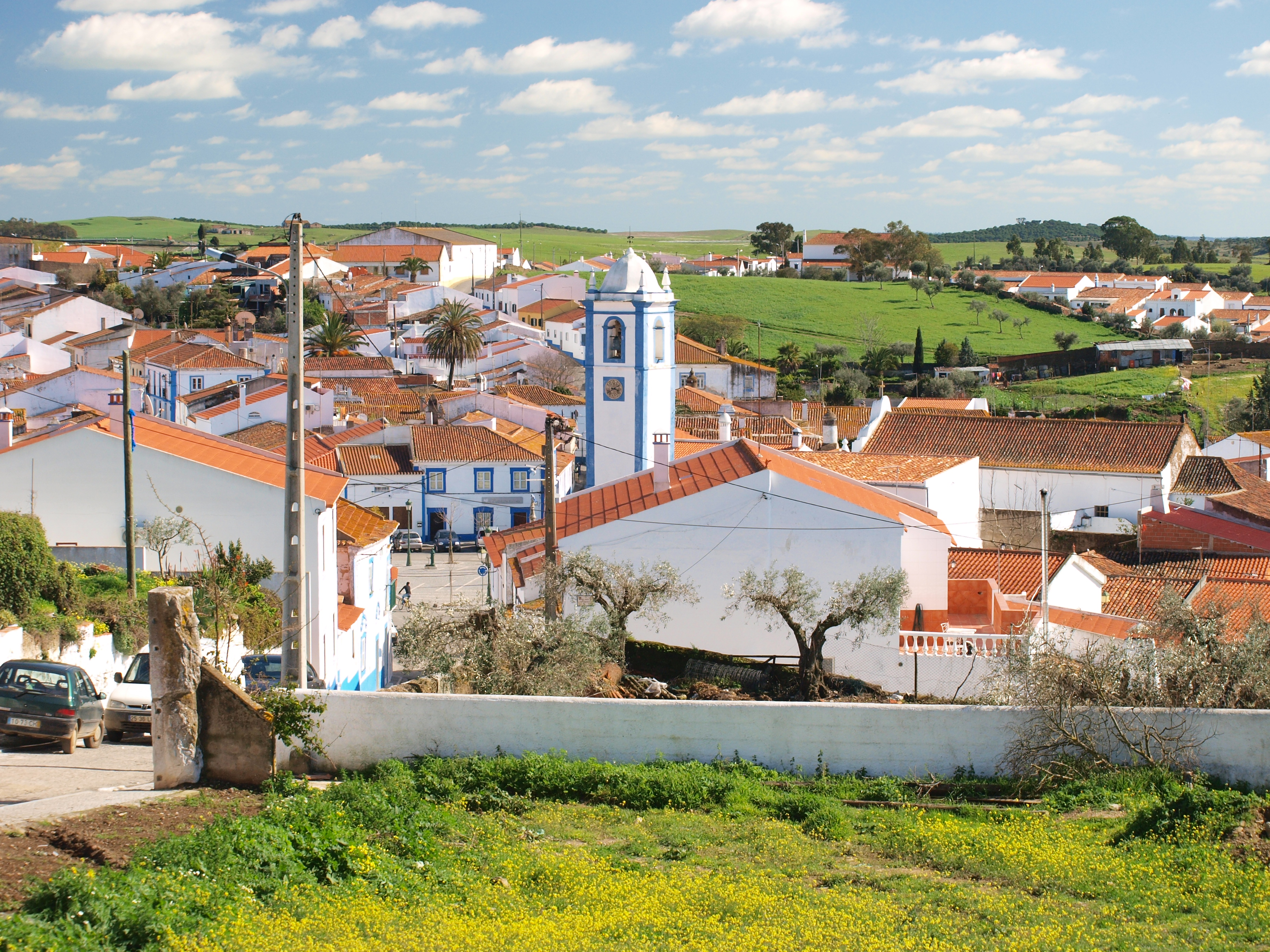
Vista general de la villa de Messejana.

### Antecedentes
Aunque no hay información fiable sobre la primitiva ocupación humana de este sitio, el asentamiento y su defensa ya existían en la época de la invasión musulmana de la península ibérica.

### El castillo medieval
En la época de la Reconquista cristiana de la península, el asentamiento fue reconquistado a los moros en 1235 por las fuerzas de Sancho II de Portugal (1223-1248).
Bajo el reinado de  D. Dinis (1279-1325) fue elevada a la categoría de Consejo, habiendo este soberano donado la ciudad y sus dominios a los  Caballeros de la Orden de Santiago, con la determinación de restaurar su castillo (1288).
La ciudad recibió un nuevo estatuto de D. Manuel I (1495-1521) el 1 de julio de 1512.  D. Juan II (1481-1495) desembarcó aquí entre el 8 y el 9 de octubre de 1495, cuando viajaba enfermo a Caldas de Monchique.
Bajo el reinado de  D. João III (1521-1557), este soberano lo donó a D. João da Silva, 6.º Señor de Vagos, conocido con el epíteto de Gran Regente. Su hijo, D. Lourenço da Silva, 7.º Señor de Vagos, le sucedió al frente de los dominios. Entre 1566 y 1570, decidió erigir el convento franciscano de la ciudad y la iglesia de la Misericordia. Este noble pereció, junto con otros cinco hermanos, en la desastrosa Batalla de Alcazarquivir (1578), en la que participaron a petición de su madre, que había recibido a D. Sebastião (1568-1578) en Messejana, en 1573.

### Desde elsigloXIXhasta nuestros días
En el contexto de la  guerra civil portuguesa (1828-1834), el Duque de Terceira estuvo en la aldea con su fuerza militar, reuniéndose aquí con su consejo de brigadistas el 17 de julio de 1833. Se decidió tomar Lisboa, operación que dio la victoria a los liberales, con la derrota de los miguelistas el 24 de julio de 1833.
El Consejo se extinguió el 24 de octubre de 1835 por el ministro del Reino, Rodrigo da Fonseca.
Además de las iglesias se pueden ver en Messejana las ruinas de su castillo medieval y la Torre del Reloj.

## Arquitectura
El castillo está situado en una colina rural aislada en el borde de la comunidad urbana. Cerca del lugar se encuentra la iglesia parroquial de Nossa Senhora dos Remédios.
El sitio está dominado por los vestigios de un edificio rectangular, rodeado por tres líneas de fortificaciones en avanzado estado de ruina.
En una vivienda del lugar, los arqueólogos descubrieron un arco con inscripciones en latín que decían: "En el año 1300, a los 26 años, terminé (¿la construcción?) hecha por/para Pero Soudo...:
E M CCC / XXVI: ANIIS / IN FINE: M DII / PO: SOUDO / ME FEZ